# Alexis Weber

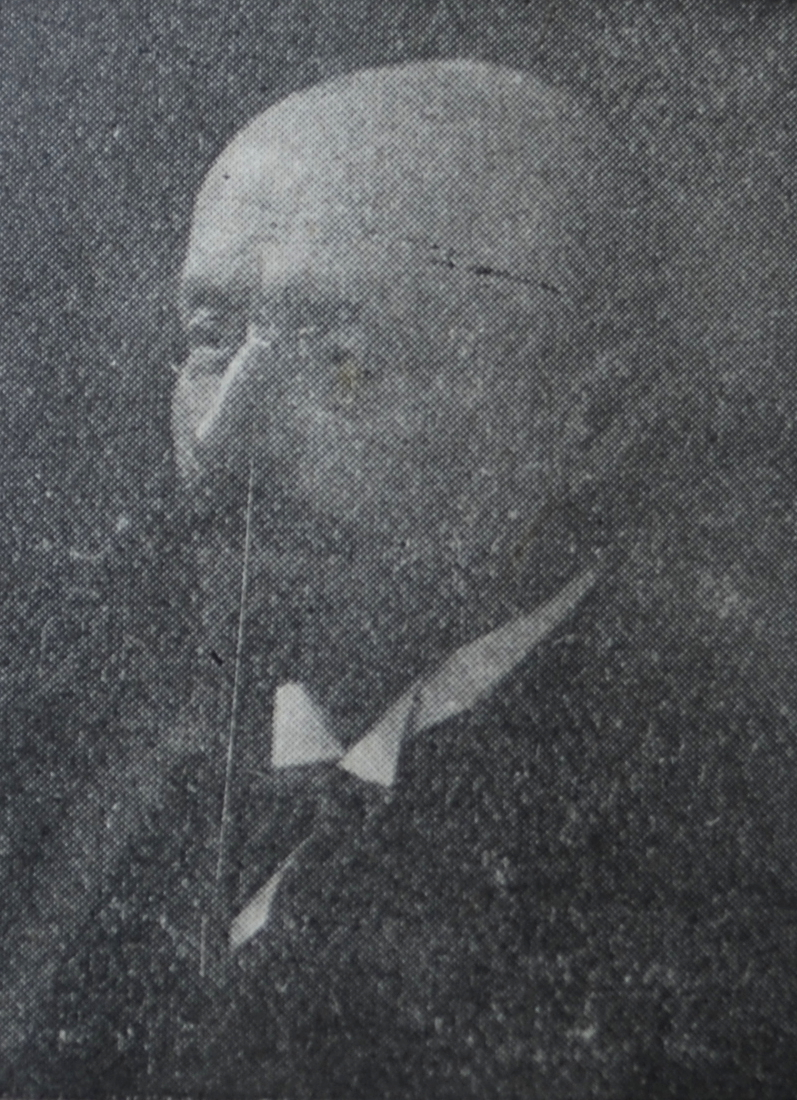
Alexis Weber, 1911

Alexis Weber (* 23. Juli 1862 in Bolchen; † 5. März 1942) war Bankier und Mitglied der zweiten Kammer des Landtags des Reichslandes Elsaß-Lothringen für den Lothringer Block.
Alexis Weber, der katholischer Konfession war, war Bankier in Bolchen. Politisch wirkte er als Bürgermeister in Bolchen und Mitglied des Landesausschusses.
Bei der ersten (und einzigen) Wahl zum Landtag trat er im  Wahlkreis Bolchen-Falkenberg als Kandidat des Lothringer Blocks an. Im Ersten Wahlgang wurden im Wahlkreis von den 5.103 Stimmberechtigten 3.064 Stimmen abgegeben. Auf Weber entfielen 2.900, auf den Sozialdemokraten Bincler 85 Stimmen. Alexis Weber gehörte dem Landtag bis 1918 an.